# Meret Becker
Meret Becker (Bremen, 15 de enero de 1969) es una actriz, actriz de doblaje, narradora de audiolibros y obras de radio y cantante alemana. Se hizo famosa en 1990 por su papel de "Rumpelstiltskin" en la película cómica Werner - Beinhart. Fue elegida para el papel de "Cenicienta" en Kleine Haie y la posterior película Rossini - oder die mörderische Frage, wer mit wem schlief.También se dio a conocer a través de la serie de televisión Tatort como la detective berlinesa Nina Rubin, que interpretó desde 2015 hasta 2022.

## Biografía
Meret Becker procede de una familia de artistas. Es hija de Monika Hansen y Rolf Becker, hijastra de Otto Sander, hermana de Ben Becker y sobrina de Jonny Buchardt. Su abuela materna era la cómica Claire Schlichting y su abuelo era bailarín. Los padres de Becker se separaron cuando ella tenía cinco años. Creció con su madre y su padrastro en Berlín.
Becker estuvo casada con el músico y actor Alexander Hacke de 1996 a 2002, con quien tiene una hija en 1999.
A la edad de cinco años, Becker tuvo sus primeras apariciones en televisión en el programa infantil de ZDF, Rappelkiste. A los 11 años, hizo su debut como actriz junto a su madre en el thriller Kaltgestellt y también apareció junto a su padrastro en Der Mond scheint auf Kylenamoe ese mismo año. A los 16 años, abandonó la escuela para dedicarse a la actuación. Un año después, tuvo sus primeras actuaciones en un varieté en Berlín-Schöneberg.
Después de algunos papeles en series de televisión y películas para televisión, así como apariciones como invitada en varias series de crimen, comenzó a aparecer más frecuentemente en la pantalla grande a partir de 1990. En ese año, obtuvo su primer papel protagónico como Rumpelstilzchen en la adaptación cinematográfica del cómic Werner – Beinhart!. Interpretó a una excéntrica músico callejera en Kleine Haie, así como el papel de Zille Watussnik en Rossini – oder die mörderische Frage, wer mit wem schlief, donde fue asignada como "Cenicienta". En 1992, en la película de Doris Dörrie Happy Birthday, Türke, interpretó a una prostituta y fue galardonada con el Premio Adolf Grimme como "Mejor Nuevo Talento". Por su interpretación de una viuda de policía psicológicamente inestable en el thriller de acción de Dominik Graf, Die Sieger (1994), recibió el Premio de Cine de Baviera como "Mejor Actriz de Reparto" en 1996.
Luego siguieron más películas, como ... und der Himmel steht still (1993), Das Leben ist eine Baustelle (1997), Pünktchen und Anton (1999), Mein Führer – Die wirklich wahrste Wahrheit über Adolf Hitler (2007), Das Leben ist zu lang (2010) y Kokowääh (2011). En la adaptación cinematográfica de la novela de Charlotte Roche, Feuchtgebiete, estrenada en agosto de 2013, interpretó a la madre de la protagonista de 18 años, Helen Memel.
En enero de 1998, posó para una serie de fotografías eróticas en Playboy.

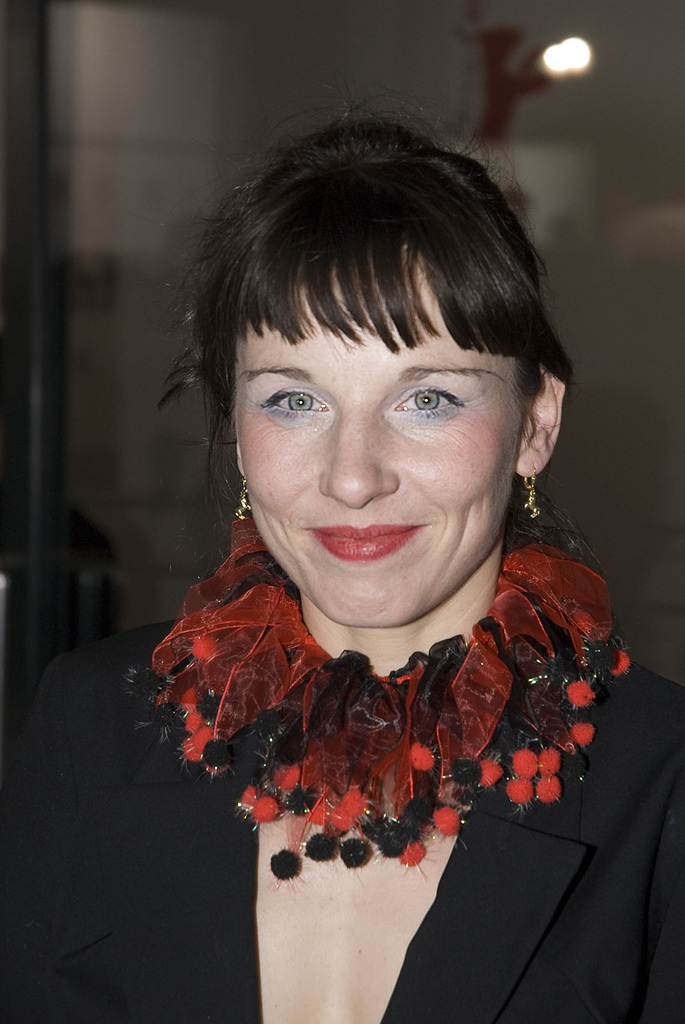
Meret Becker

## Filmografía
- Kaltgestellt (1980), Frío
- Werner – Beinhart! (1990), Werner - ¡Muy duro!
- Allein unter Frauen (1991), Sola entre mujeres
- Happy Birthday, Türke (1992), Feliz Cumpleaños, Turco
- Alles Lüge (1992), Todo es mentira
- Kleine Haie (1992), Tiburones pequeños
- Geteilte Nacht (1993), Noche compartida
- Ebbies Bluff (1993), El bluff de Ebbie
- ... und der Himmel steht still (1993), ...y el cielo permanece en silencio
- Der Blaue (1994), El azul
- Die Sieger (1994), Los ganadores
- Das Versprechen (1994), La promesa
- Kondom des Grauens (1996), Condón del terror
- Rossini – oder die mörderische Frage, wer mit wem schlief (1997), Rossini - o la pregunta asesina de quién durmió con quién
- Das Leben ist eine Baustelle (1997), La vida es un canteiro
- Comedian Harmonists (1997)
- Painted Angels (1998), Ángeles pintados
- Hundert Jahre Brecht (1998), Cien años de Brecht
- Pünktchen und Anton (1999), Pünktchen y Anton
- Der Vulkan (1999), El volcán
- Der Einstein des Sex (1999), El Einstein del sexo
- Fernes Land Pa-Isch (2000), Tierra lejana Pa-Isch
- Heinrich der Säger (2001), Heinrich el sierrista
- Null Uhr 12 (2001), Cero horas doce
- Nogo (2002), Nogo
- Mutti – Der Film (2003), Mamá - La película

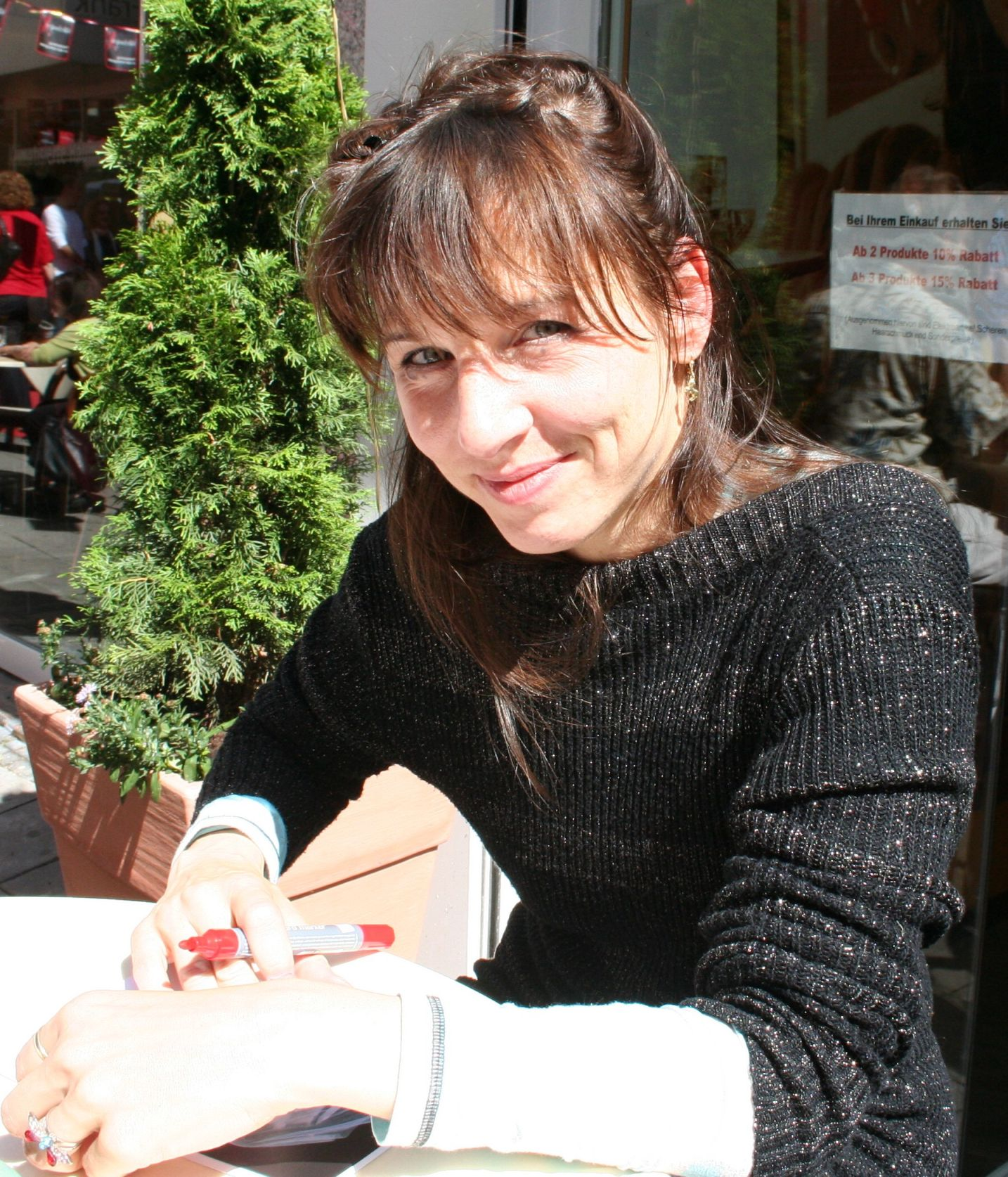
Meret Becker en una sesión de autógrafos en el marco del Festival Nibelungen en la Hafergasse

- Meret Becker en una sesión de autógrafos en el marco del Festival Nibelungen en la Hafergasse Poem – Ich setzte den Fuß in die Luft und sie trug (2003), Poema: Puse mi pie en el aire y me llevó
- PiperMint... das Leben möglicherweise (2004), PiperMint... la vida posiblemente
- 3° kälter (2005), 3° más frío
- Unkenrufe (2005), Llamadas de sapo
- Polly Blue Eyes (2005), Polly Ojos Azules
- Urlaub vom Leben (2005), Vacaciones de la vida
- München (2005), Múnich
- Komm näher (2006), Ven más cerca
- Mein Führer – Die wirklich wahrste Wahrheit über Adolf Hitler (2007), Mi Führer - La verdaderamente más verdadera verdad sobre Adolf Hitler
- Meine schöne Bescherung (2007), Mi bonita entrega de regalos
- Die Glücklichen (2008), Los afortunados
- Friedliche Zeiten (2008), Tiempos de paz
- Record 12 (2009), Récord 12
- Boxhagener Platz (2010), Plaza Boxhagener
- Gurbet – Fremde Heimat (2010), Gurbet - Hogar extraño
- Das Leben ist zu lang (2010), La vida es demasiado larga
- Kokowääh (2011), Kokowääh
- Fliegende Fische müssen ins Meer (2011), Los peces voladores deben ir al mar
- Quellen des Lebens (2013), Fuentes de vida
- Feuchtgebiete (2013), Áreas húmedas
- Der Geschmack von Apfelkernen (2013), El sabor de las semillas de manzana
- Lügen und andere Wahrheiten (2014), Mentiras y otras verdades
- Mann im Spagat (2016), Hombre en espagat
- A Change in the Weather (2017), Un cambio en el clima
- Wer hat eigentlich die Liebe erfunden? (2018), ¿Quién inventó realmente el amor?
- Liliane Susewind – Ein tierisches Abenteuer (2018), Liliane Susewind - Una aventura animal
- Ostwind – Aris Ankunft (2019), Ostwind - La llegada de Aris
- Fabian oder Der Gang vor die Hunde (2021), Fabian o El camino hacia los perros

## Premios
- 1995 Premios de Cine Bávaro, Mejor Actriz por Das Versprechen.[10]
- 1998 Deutscher Filmpreis, Logro Individual Sobresaliente: Actriz de Reparto en Comedian Harmonists.
- 2005 Festival Max Ophüls, Premio de la Banda Sonora por Pipermint - Das Leben, möglicherweise OST.